# Gustav Landauer (Sänger)

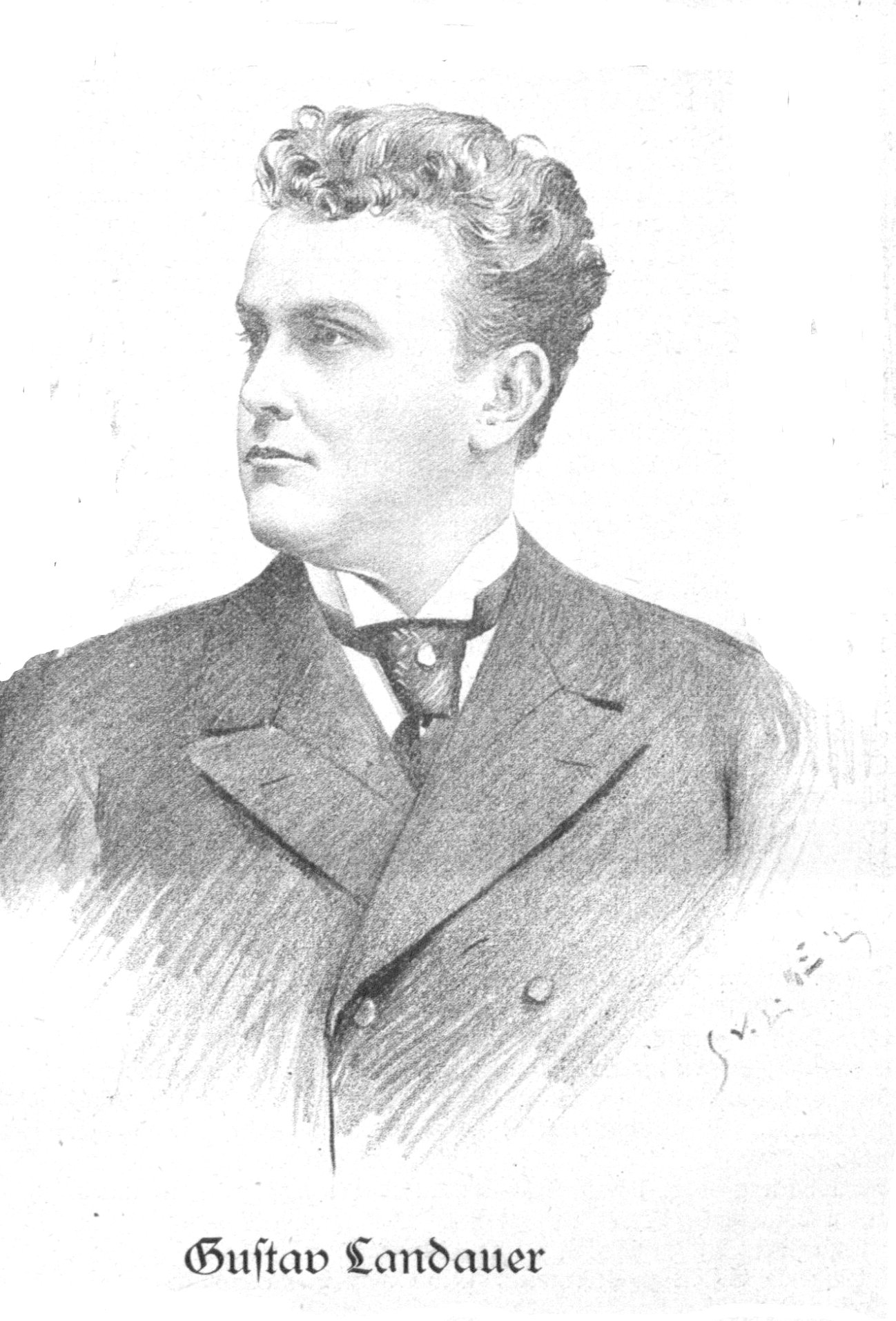
Gustav Landauer, 1901

Gustav Landauer (1866 – 8. April 1944 in Nürnberg) war ein deutscher Opernsänger (Bass, Bariton), Opernregisseur und Gesangspädagoge.

## Leben
Landauer gab sein Debüt 1892 am Theater  Wesel (Niederrhein). Von 1893 bis 1895 war er in Colmar (Elsass), von 1895 bis 1897 am Stadttheater von Koblenz, von 1897 bis 1901 am Stadttheater von Basel, von 1901 bis 1905 am Stadttheater von Graz Ensemblemitglied. 1905 wurde er ans Stadttheater von Nürnberg verpflichtet und dort blieb er bis zu seinem Karriereende 1927. In Nürnberg arbeitete er auch als Regisseur und stellvertretender Operndirektor.
Nach seinem Bühnenabschied arbeitete er als Gesangspädagoge. Zu seinen Schülern zählte auch Karl Schmitt-Walter.